# آاف بوبر
آاف بوبر (هلندی: Aaf Bouber; ۱۷ اکتبر ۱۸۸۵ – ۲۳ مهٔ ۱۹۷۴) بازیگر تلویزیون، و بازیگر سینما اهل هلند بود. وی بین سال‌های ۱۹۱۵ تا ۱۹۴۲ میلادی فعالیت می‌کرد.
از فیلم‌ها یا برنامه‌های تلویزیونی که وی در آن نقش داشته‌است می‌توان به بابا لنگ‌دراز اشاره کرد.